# ITAエアウェイズ
ITAエアウェイズ（ITA Airways）は、2021年10月15日に運航を開始したイタリアの航空会社（フラッグ・キャリア）である。

## 概要
正式な社名は、Italia Trasporto Aereo S.p.A. (イタリア航空輸送株式会社）であり、ITAエアウェイズは商業的な名称である。経済財務省が所有するイタリアのフラッグキャリアであり、アリタリア-イタリア航空の資産の多くを引き継いでいる。

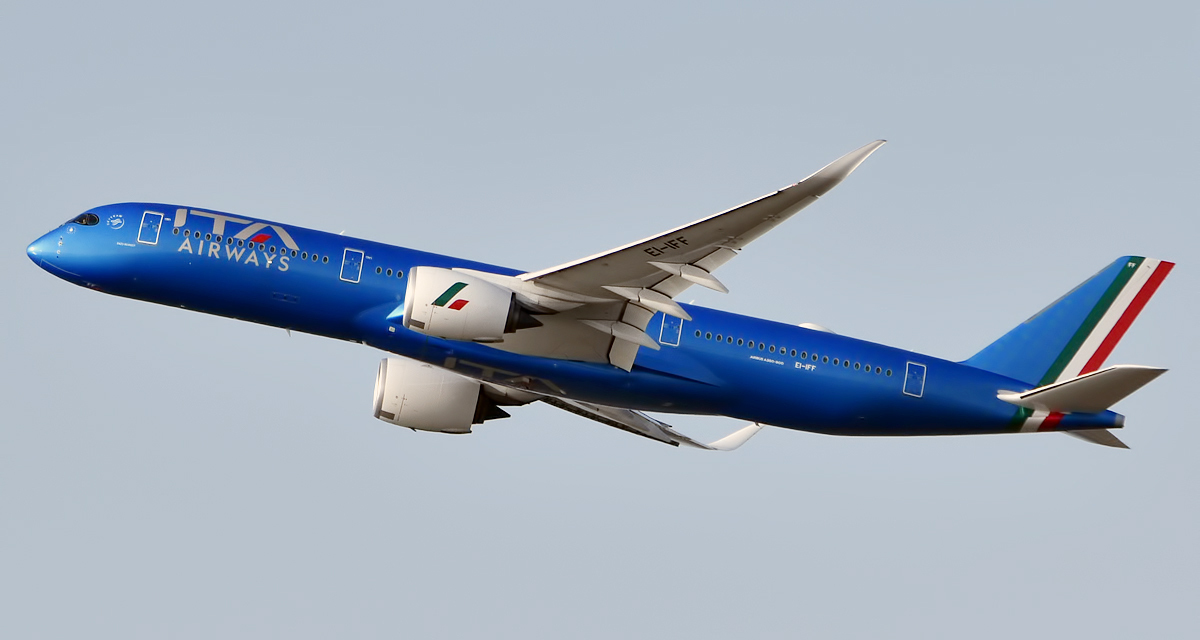
エアバスA350-900

## 経歴
2020年10月10日、イタリア政府はアリタリア-イタリア航空の後継となる国営フラッグキャリアである、Italia Trasporto Aereo S.p.A.設立の航空法令に署名したと発表。
2021年8月には、イタリア民間航空局より航空運送事業許可(AOC)を取得した。これに伴い、8月26日から航空券の販売を開始した。

9月にはエアバスを戦略的パートナーと選定し、新世代機28機の購入覚書を契約した。また同時に航空機リース会社のエア・リース・コーポレーション(ALC)と計31機のリース契約を締結した。
10月14日にアリタリア-イタリア航空が運航終了し、翌10月15日からミラノ・リナーテ空港発バーリ国際空港行きAZ1637便よりITAエアウェイズが運航開始した。10月29日には、かつてアリタリアも加盟していた航空連合、スカイチームに加盟した。
2022年1月、イタリアとスイスの海運会社であるMSCと、ルフトハンザグループがITAの過半数株式取得に向け、ITAに関心表明書(EOI)を提出した。また3月にはデルタ航空とエールフランス - KLMもイタリア政府にEOIを提出した。

5月に入札を締め切り、8月にはアメリカの投資会社であるセルタレスとデルタ、エールフランス - KLMを入札対象に選択、過半数株式取得に向けてイタリア政府と独占交渉に入った。しかし10月には交渉が決裂、改めて買収先を探すこととなった。
2023年5月25日にルフトハンザグループがITAの株式の内41%を取得すること、さらにオプションとして残りの全株式を取得する契約をイタリア経済財務省と合意した。6月16日にはイタリア監査裁判所がルフトハンザによるITAの株式取得の契約を承認した。
2024年7月3日、欧州委員会はルフトハンザによるITAの買収を条件付きで承認した。条件にはミラノ・リナーテ空港の一部の発着枠を競合他社へ譲渡することなどがある。11月29日には上記の条件を満たしたことから、欧州委員会がITAの買収を完全承認した。
そして2025年1月17日に、ルフトハンザグループがITAの株式41%を取得し、ITAエアウェイズがルフトハンザグループの一員となった。さらに2033年までに完全子会社化を行う予定である。

また、これに伴い2025年4月30日付でスカイチームから脱退し、ルフトハンザも加盟しているスターアライアンスに2026年初頭をめどに加盟する予定になっている。

## 会社のID

### カラーリング

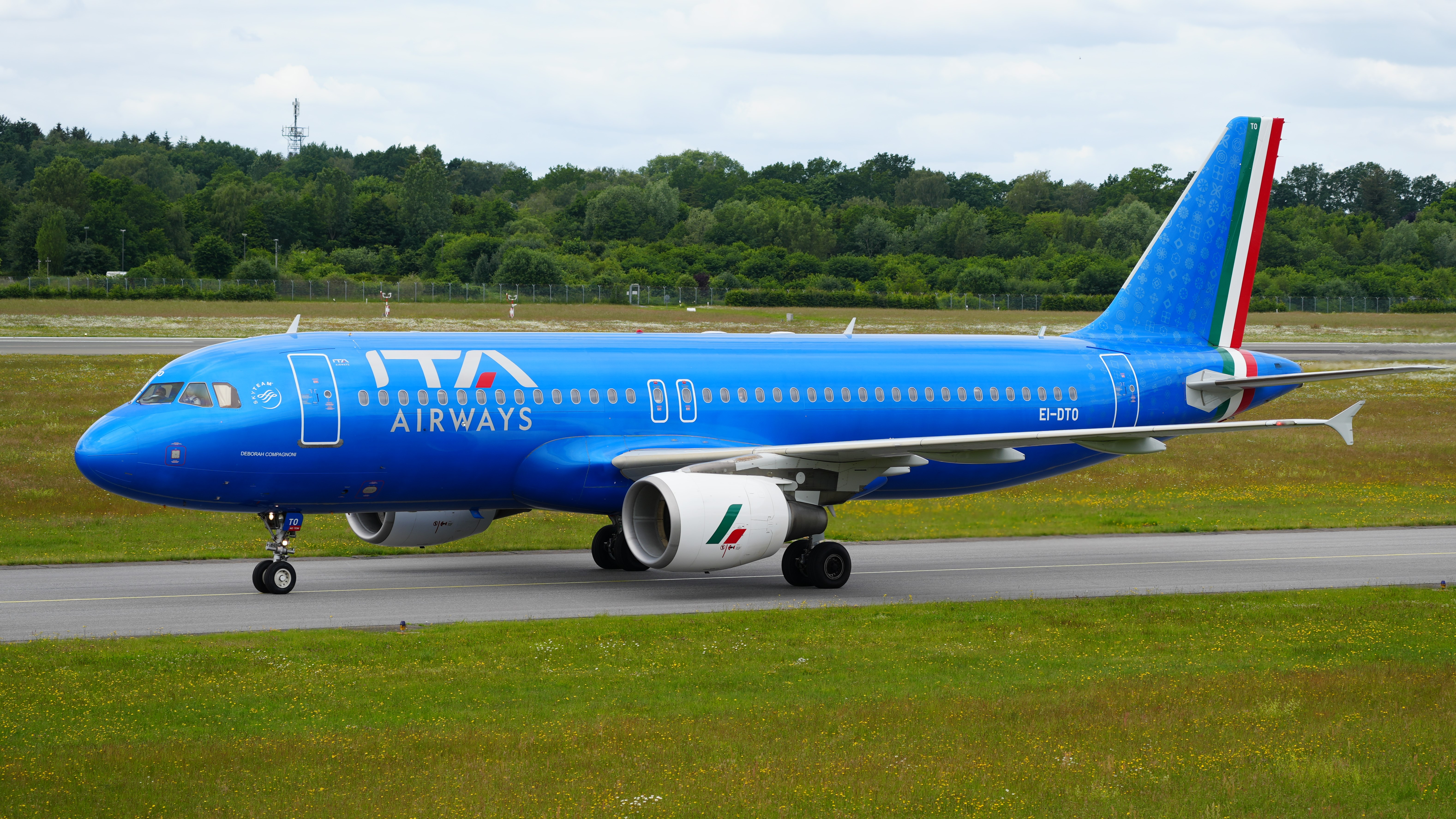
エアバスA320-200

2021年12月、機体記号EI-DTE機が、胴体はブルーメタリック、翼は白、ITA AirwaysのロゴはホワイトゴールドでAの一部が赤、尾翼はイタリア国旗の3色、とした新しいカラーリングでデビューした。新しいカラーリングのこの機体は、青がサッカーイタリア代表チームの色であることから、イタリアの著名なサッカー選手の名をとってパオロ・ロッシと名付けられた 。メタリックカラー塗装は、航空機の重量を増加させ、その結果、燃料消費量と環境への影響が大きくなる原因として指摘されている。従来の白色塗料からの推定重量増加は、ITAの技術者による約120キログラムから、外部の専門家による約300キログラムまでの幅がある 。

### ロゴマーク
2020年12月に、Italia Trasporto Aereoのロゴが初めて登場した。頭文字ITA の最初の2文字は緑色で、3文字目は尾翼を表す形の「A」を上下に三分割し、上部は緑、下部は赤、中央部は白と、イタリア国旗を想起させる配色とされた。このロゴは、アリタリア航空の営業停止直後の2021年9月にチケット販売の販売を開始した同社のウェブサイトにも使われていた。
2021年10月15日に、ロゴマークが更新された。ITAの3文字は緑で、Aの横棒に当たる部分のみは赤、また、アリタリアの旧ロゴマークを連想させるように、AIRWAYS もまた緑色で描かれた。
2024年10月よりITAはアリタリアブランドを再使用することを決定した。

Italia Trasporto Aereoの暫定ロゴマーク (2020-2021)
2021年10月15日から使われている現在のロゴマーク
"Inspired by Alitalia"表記が追加されたロゴマーク

## 運用機材
ITAエアウェイズは以下の機種を保有している。
なお、エアバスA319-100/A320-200/A330-200の一部機材はアリタリア-イタリア航空から引き継いでいる。 
| 機材             | 運用数 | 発注数 | 座席数 | 座席数 | 座席数 | 座席数 | 備考                       |
| 機材             | 運用数 | 発注数 | C      | W      | Y      | 合計   | 備考                       |
| ---------------- | ------ | ------ | ------ | ------ | ------ | ------ | -------------------------- |
| エアバスA220-100 | 12     | -      | -      | -      | 125    | 125    |                            |
| エアバスA220-300 | 13     | 6      | -      | -      | 148    | 148    |                            |
| エアバスA220-300 | 13     | 6      | -      | -      | 149    | 149    |                            |
| エアバスA319-100 | 10     | -      | -      | -      | 144    | 144    | A220/A320neoに置き換え予定 |
| エアバスA320-200 | 17     | ‐      | ‐      | ‐      | 171    | 171    |                            |
| エアバスA320-200 | 17     | ‐      | ‐      | ‐      | 180    | 180    |                            |
| エアバスA320neo  | 19     | 11     | -      | -      | 180    | 180    |                            |
| エアバスA321neo  | 7      | 2      | 12     | 12     | 141    | 165    |                            |
| エアバスA330-200 | 5      | ‐      | 20     | 17     | 219    | 256    | A330-900に置き換え予定     |
| エアバスA330-900 | 11     | 6      | 30     | 24     | 237    | 291    |                            |
| エアバスA350-900 | 6      | -      | 33     | 24     | 262    | 319    |                            |
| 計               | 100    | 25     |        |        |        |        |                            |

### ギャラリー

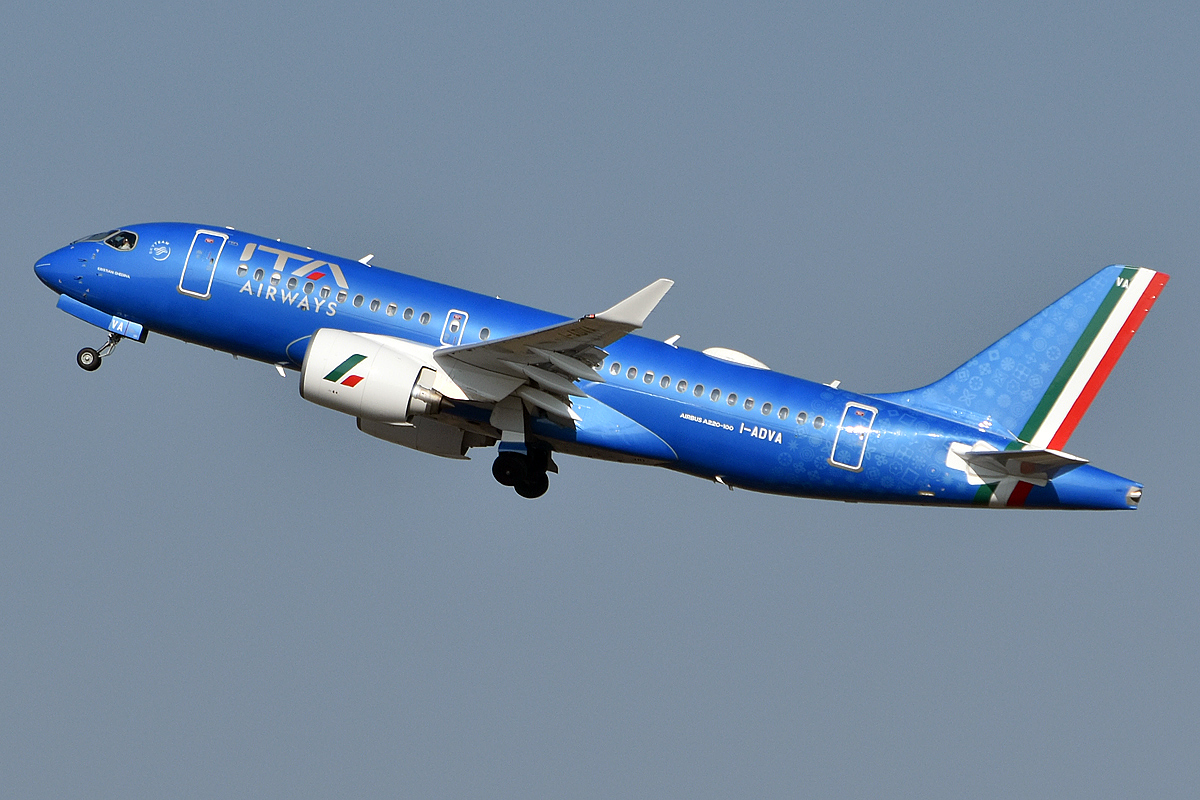
エアバスA220-100
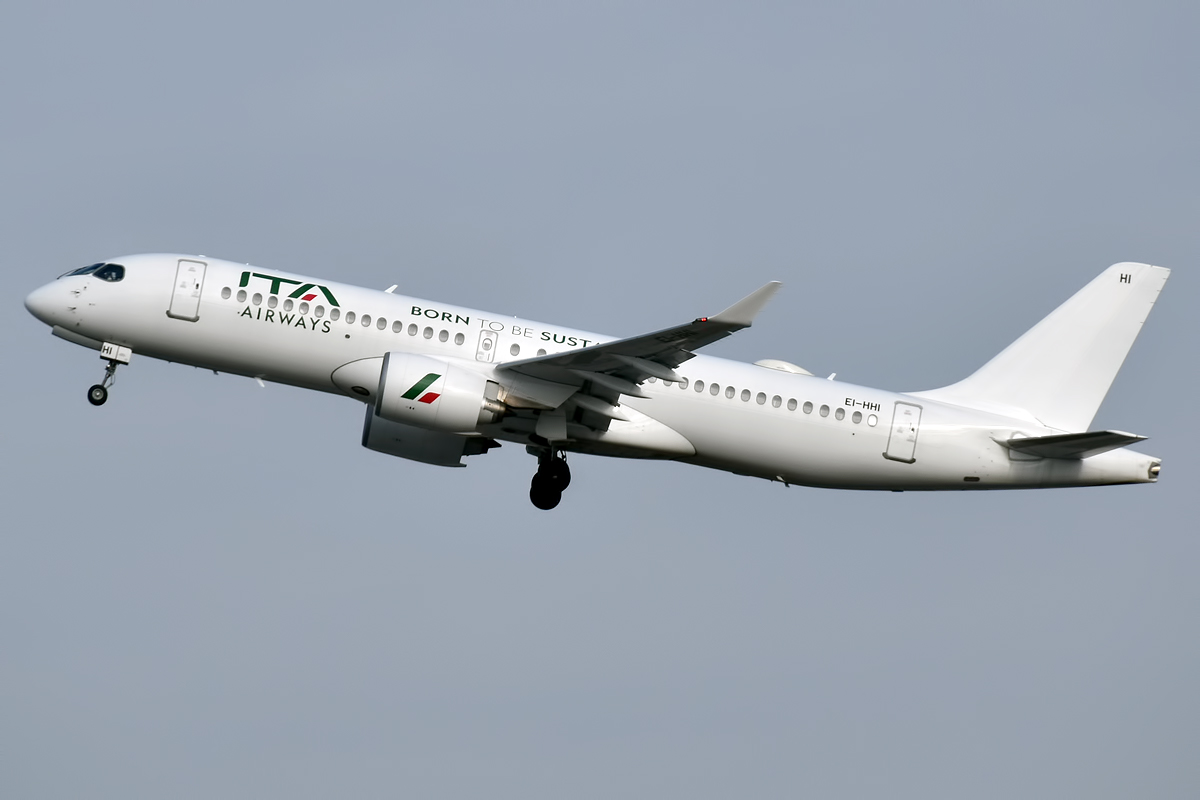
エアバスA220-300 (Born to be Sustainable塗装)
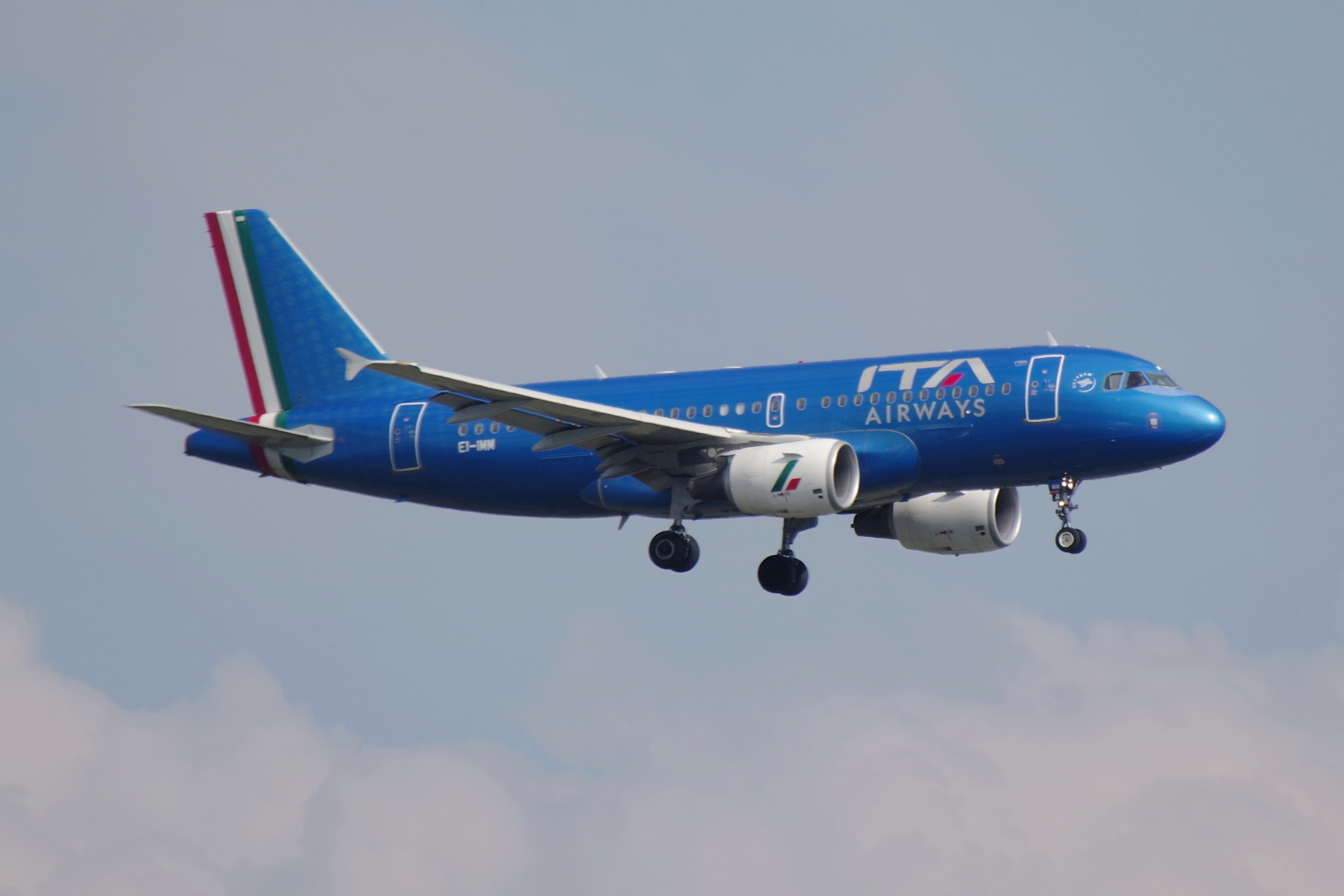
エアバスA319-100
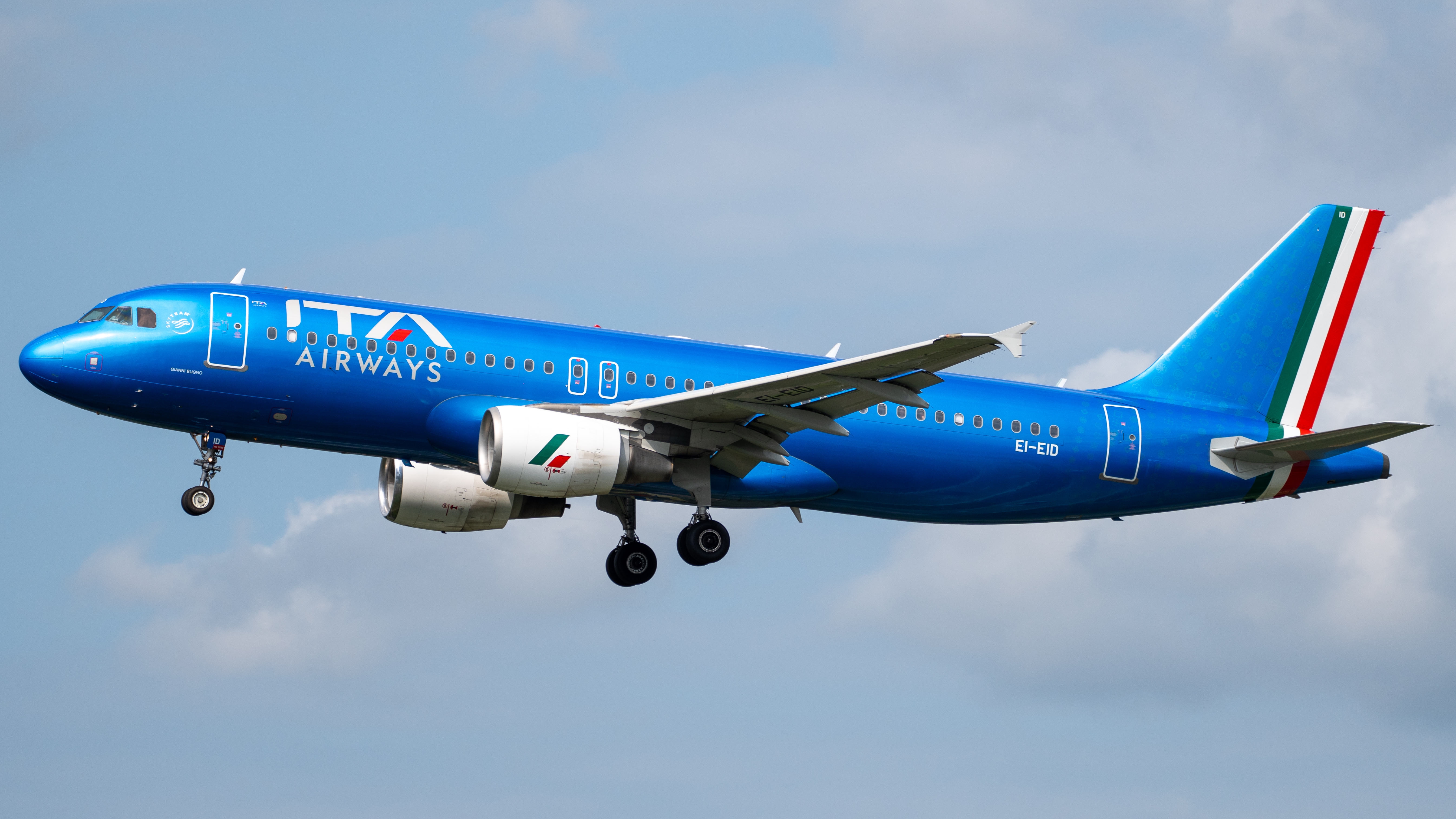
エアバスA320-200
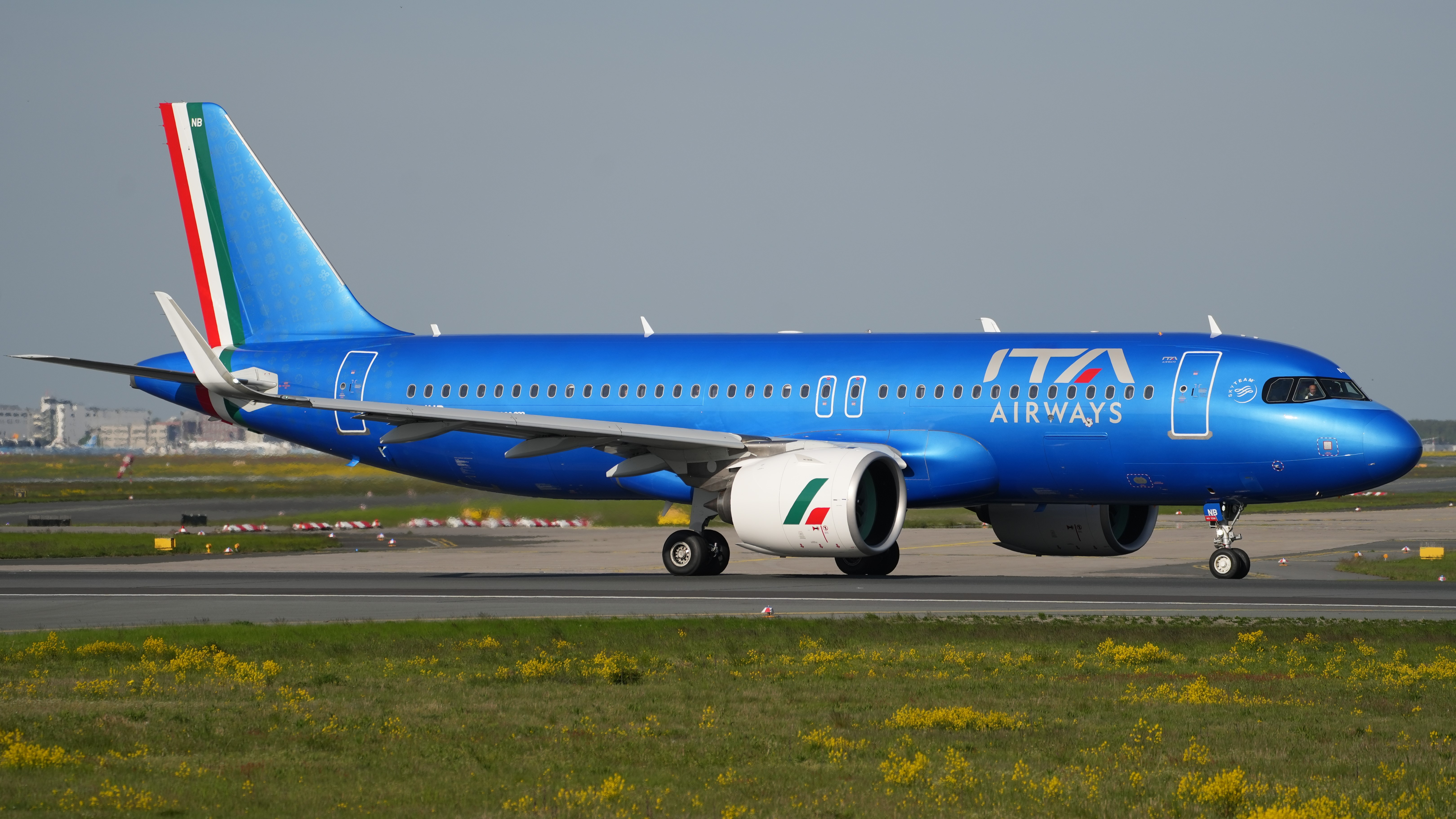
エアバスA320neo
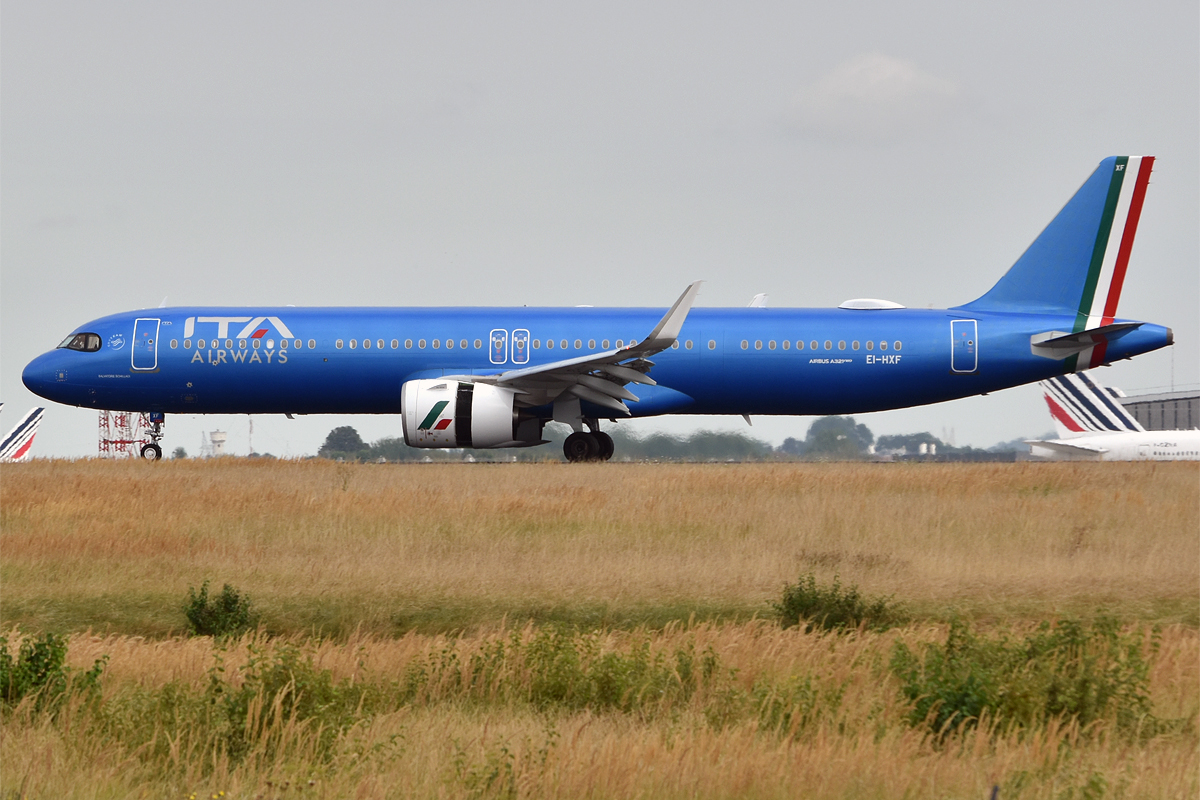
エアバスA321neo
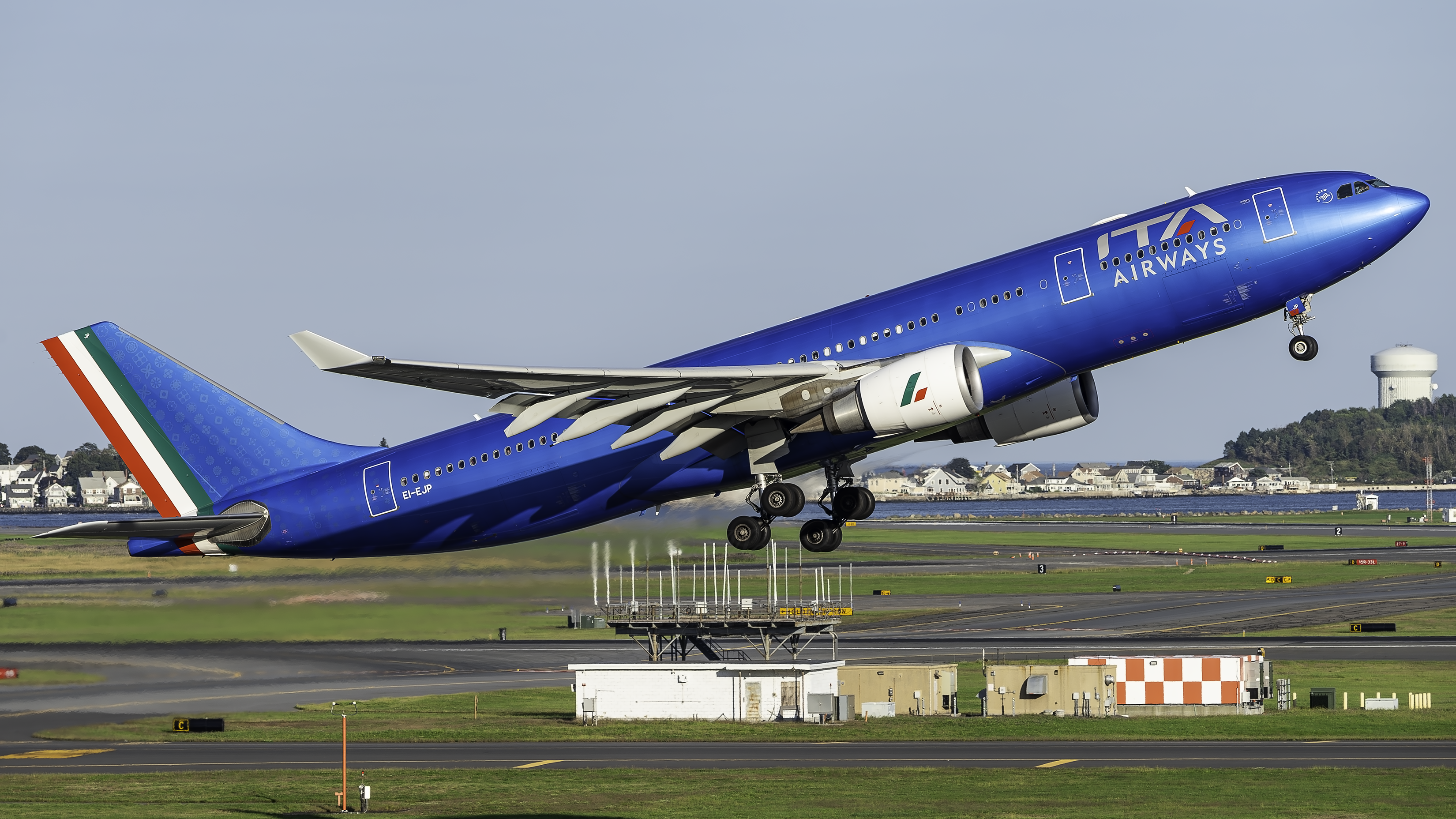
エアバスA330-200
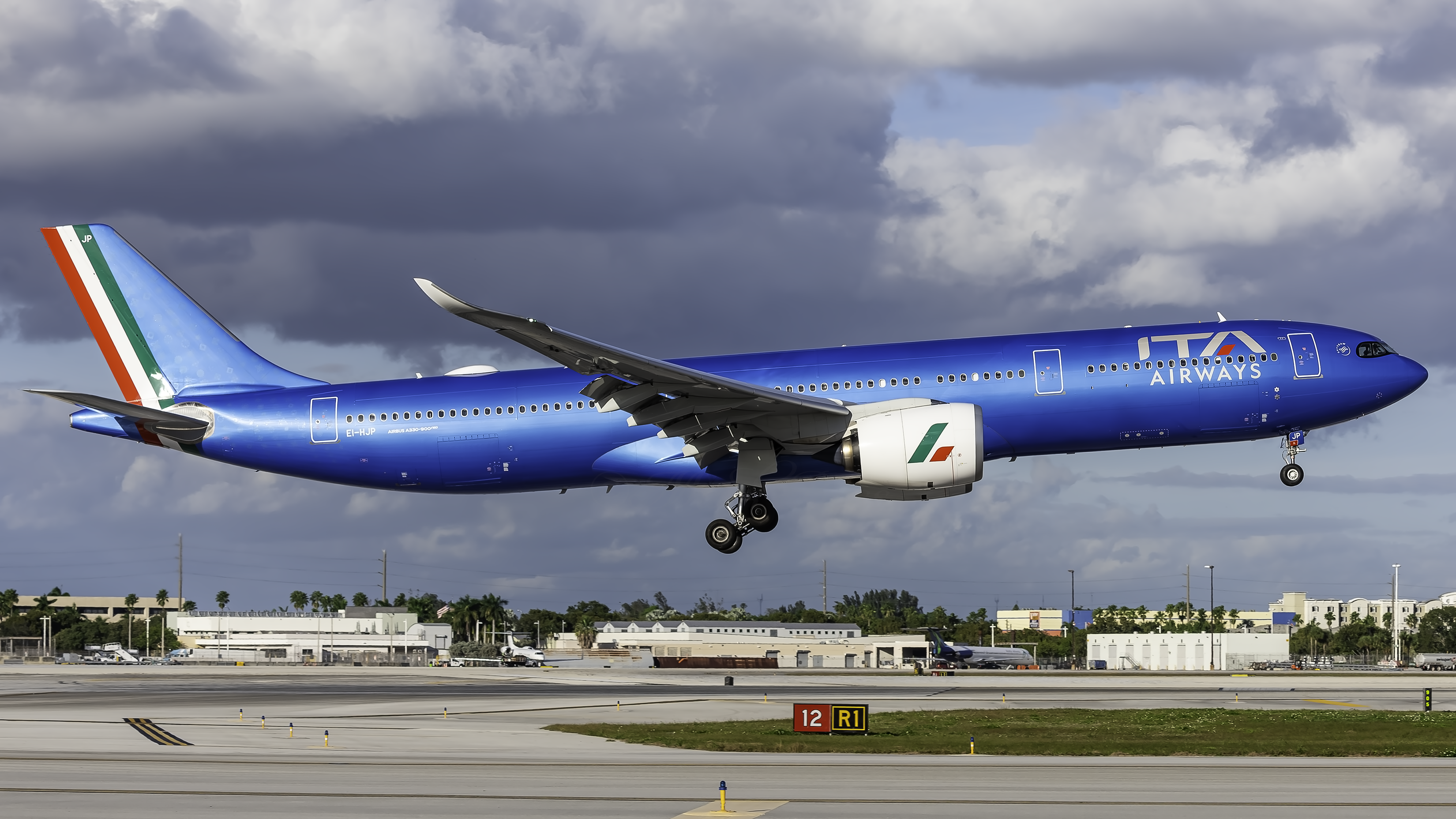
エアバスA330-900
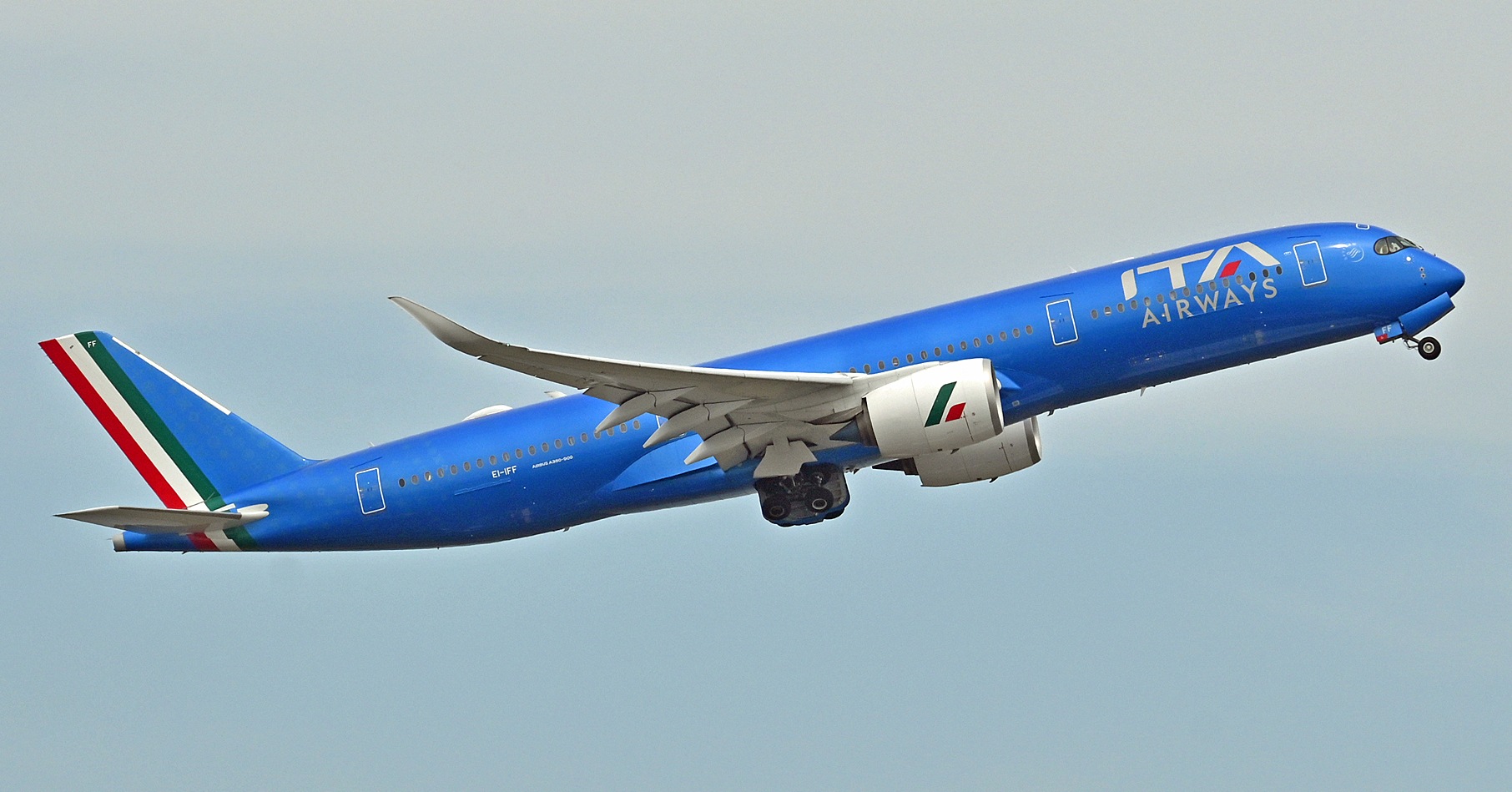
エアバスA350-900

### 特別塗装機
- 機体番号EI-IFD（エアバスA350-900）：通常は青い塗装だが、この機体は真っ白に塗装され、「Born to be sustainable」、「-25% Fuel and CO2」というメッセージが施され、持続可能な開発目標「SDGs」への取り組みを示している。エアバスA350-900で運航されている日本路線に投入されることもある[37][38]。機体記号EI-HHI、EI-HHJ、EI-HHK、EI-HHLの4機のエアバスA220-300にもEI-IFD機と同様のカラーリングが施されている。しかし、後部の “-25% FUEL&CO2” は書かれていない。
- 機体記号EI-EIB（エアバスA320）：通常は青い塗装だが、機体は白色に塗装され、胴体に大きく"Born in 2021"と、イタリアの国旗の色に合わせて単語ごとに緑、白、赤で書かれている[注釈 1]。
- 一部の航空機には、1922年に発足したモンツァ・サーキットの100周年を記念して、前部に"MONZA 100"ステッカーが貼られている。

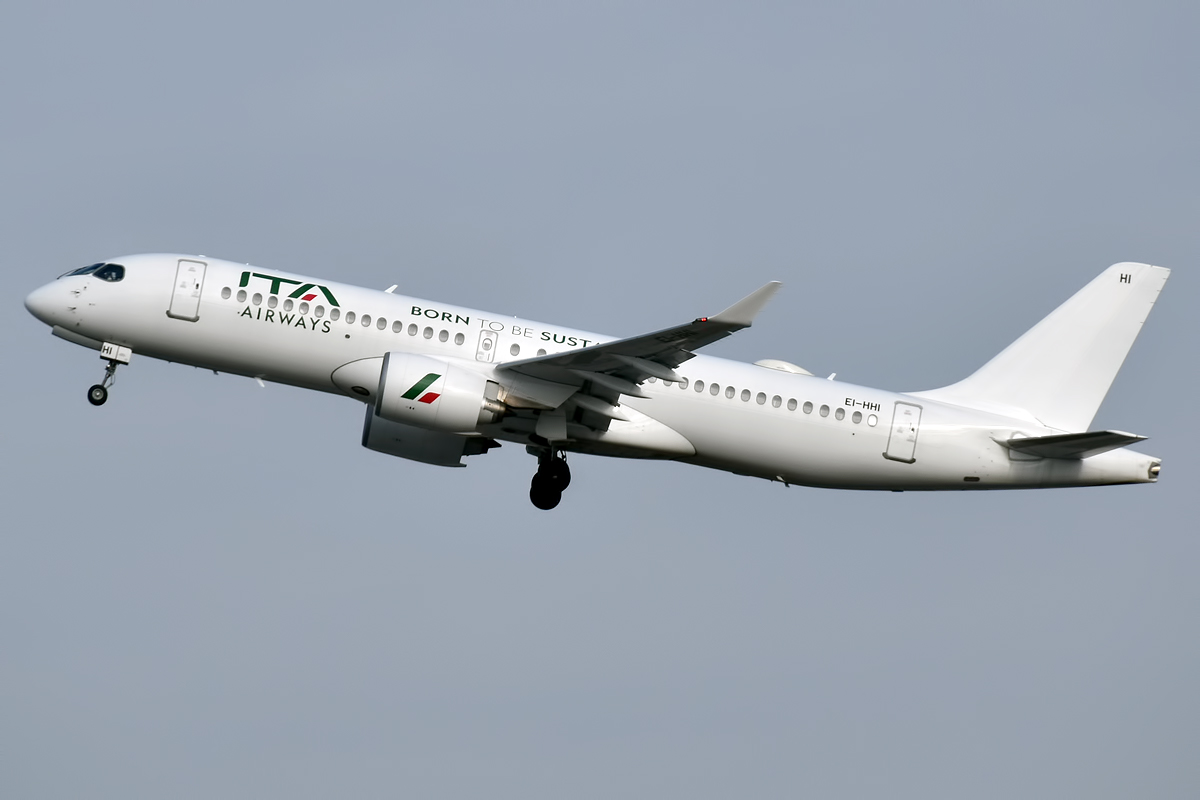
エアバスA220-300 (Born to be Sustainable塗装)
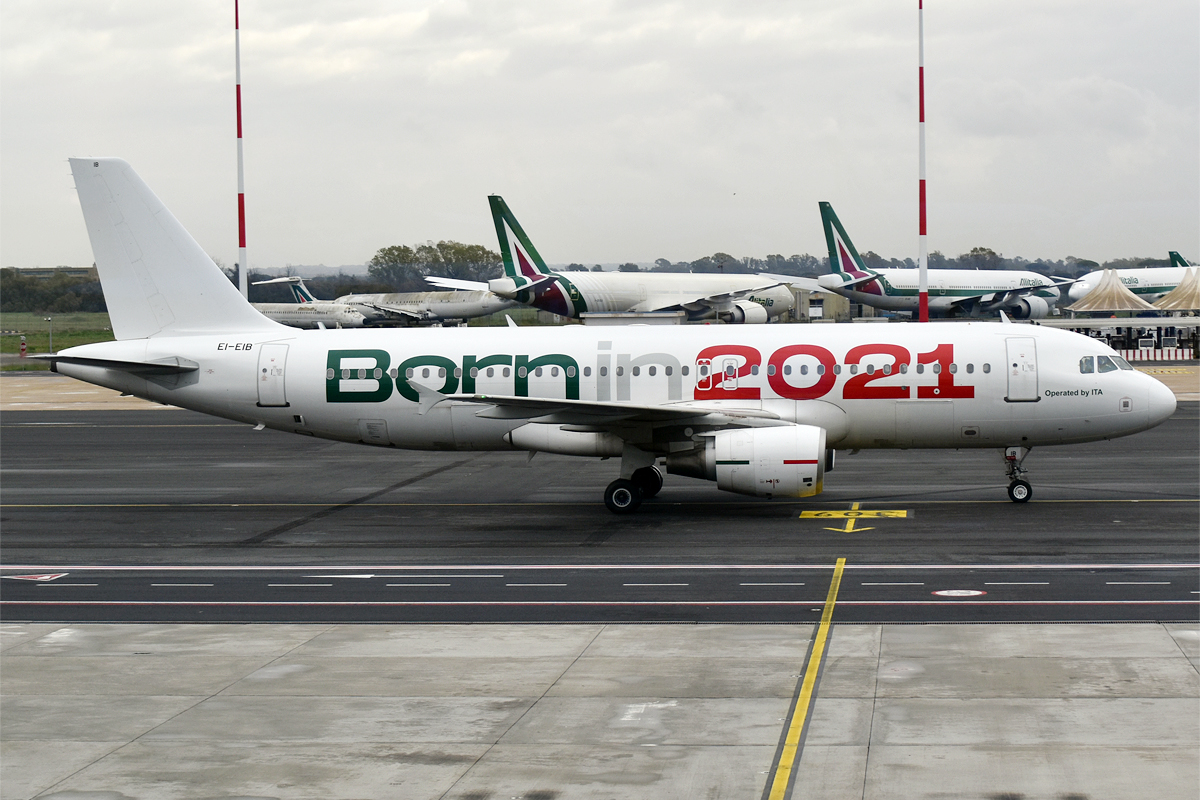
エアバスA320-200（Born in 2021塗装）

## 就航都市
ITAは再国営化によりイタリア国内一部発着枠譲渡が決まっており、移行に伴い45地点（イタリア国内の21を含む）61路線に縮小提供することになっている。しかし、2025年までに74地点89路線に拡大することを計画している。
| ITAエアウェイズ 就航都市（2024年12月現在） | ITAエアウェイズ 就航都市（2024年12月現在） | ITAエアウェイズ 就航都市（2024年12月現在）           | ITAエアウェイズ 就航都市（2024年12月現在） |
| ------------------------------------------ | ------------------------------------------ | ---------------------------------------------------- | ------------------------------------------ |
| 国                                         | 都市                                       | 空港                                                 | 備考                                       |
| ヨーロッパ                                 |                                            |                                                      |                                            |
| イタリア                                   | ローマ                                     | フィウミチーノ空港                                   | ハブ空港                                   |
| イタリア                                   | ミラノ                                     | ミラノ・リナーテ空港                                 | 焦点空港                                   |
| イタリア                                   | アルゲーロ                                 | アルゲーロ・フェルティリア空港                       |                                            |
| イタリア                                   | バーリ                                     | バーリ空港                                           |                                            |
| イタリア                                   | ボローニャ                                 | ボローニャ・ボルゴ・パニゴーレ空港                   |                                            |
| イタリア                                   | ブリンディジ                               | ブリンディジ空港                                     |                                            |
| イタリア                                   | カターニア                                 | カターニア＝フォンターナロッサ空港                   |                                            |
| イタリア                                   | フィレンツェ                               | フィレンツェ＝ペレトラ空港                           |                                            |
| イタリア                                   | ジェノヴァ                                 | ジェノヴァ＝セストリ空港                             |                                            |
| イタリア                                   | ラメーツィア・テルメ                       | ラメーツィア・テルメ国際空港                         |                                            |
| イタリア                                   | ナポリ                                     | ナポリ・カポディキーノ国際空港                       |                                            |
| イタリア                                   | パレルモ                                   | ファルコーネ・ボルセリーノ国際空港                   |                                            |
| イタリア                                   | レッジョ・ディ・カラブリア                 | レッジョ・カラブリア空港                             |                                            |
| イタリア                                   | トリエステ                                 | トリエステ＝ロンキ・デイ・レジョナーリ空港           |                                            |
| イタリア                                   | トリノ                                     | トリノ空港                                           |                                            |
| イタリア                                   | ヴェネツィア                               | ヴェネツィア・テッセラ空港                           |                                            |
| オランダ                                   | アムステルダム                             | アムステルダム・スキポール空港                       |                                            |
| ギリシャ                                   | アテネ                                     | アテネ国際空港                                       |                                            |
| スペイン                                   | バルセロナ                                 | バルセロナ＝エル・プラット空港                       |                                            |
| スペイン                                   | マドリード                                 | アドルフォ・スアレス・マドリード＝バラハス空港       |                                            |
| ベルギー                                   | ブリュッセル                               | ブリュッセル空港                                     |                                            |
| ドイツ                                     | デュッセルドルフ                           | デュッセルドルフ空港                                 |                                            |
| ドイツ                                     | フランクフルト                             | フランクフルト空港                                   |                                            |
| ドイツ                                     | ハンブルク                                 | ハンブルク空港                                       |                                            |
| ドイツ                                     | ミュンヘン                                 | ミュンヘン空港                                       |                                            |
| ドイツ                                     | シュトゥットガルト                         | シュトゥットガルト空港                               |                                            |
| スイス                                     | ジュネーヴ                                 | ジュネーヴ空港                                       |                                            |
| スイス                                     | チューリッヒ                               | チューリッヒ空港                                     |                                            |
| イギリス                                   | ロンドン                                   | ロンドン・シティ空港                                 |                                            |
| イギリス                                   | ロンドン                                   | ロンドン・ガトウィック空港                           |                                            |
| マルタ                                     | バレッタ                                   | マルタ国際空港                                       |                                            |
| フランス                                   | ニース                                     | コート・ダジュール空港                               |                                            |
| フランス                                   | パリ                                       | パリ＝シャルル・ド・ゴール空港                       |                                            |
| フランス                                   | パリ                                       | パリ＝オルリー空港                                   |                                            |
| ブルガリア                                 | ソフィア                                   | ソフィア空港                                         |                                            |
| アルバニア                                 | ティラナ                                   | ティラナ国際空港                                     |                                            |
| アフリカ                                   |                                            |                                                      |                                            |
| アルジェリア                               | アルジェ                                   | ウアリ・ブーメディアン空港                           |                                            |
| エジプト                                   | カイロ                                     | カイロ国際空港                                       |                                            |
| チュニジア                                 | チュニス                                   | チュニス・カルタゴ国際空港                           |                                            |
| ガーナ                                     | アクラ                                     | コトカ国際空港                                       |                                            |
| セネガル                                   | ダカール                                   | ブレーズ・ジャーニュ国際空港                         |                                            |
| 西アジア                                   |                                            |                                                      |                                            |
| サウジアラビア                             | ジッダ                                     | キング・アブドゥルアズィーズ国際空港                 |                                            |
| サウジアラビア                             | リヤド                                     | キング・ハーリド国際空港                             |                                            |
| イスラエル                                 | テルアビブ                                 | ベン・グリオン国際空港                               |                                            |
| アラブ首長国連邦                           | ドバイ                                     | ドバイ国際空港                                       |                                            |
| 南アジア・東南アジア・東アジア             |                                            |                                                      |                                            |
| タイ                                       | バンコク                                   | スワンナプーム空港                                   |                                            |
| インド                                     | デリー                                     | インディラ・ガンディー国際空港                       |                                            |
| モルディブ                                 | マレ                                       | ヴェラナ国際空港                                     |                                            |
| 日本                                       | 東京                                       | 東京国際空港                                         |                                            |
| 北アメリカ                                 |                                            |                                                      |                                            |
| アメリカ合衆国                             | ボストン                                   | ジェネラル・エドワード・ローレンス・ローガン国際空港 |                                            |
| アメリカ合衆国                             | シカゴ                                     | シカゴ・オヘア国際空港                               |                                            |
| アメリカ合衆国                             | ロサンゼルス                               | ロサンゼルス国際空港                                 |                                            |
| アメリカ合衆国                             | ニューヨーク                               | ジョン・F・ケネディ国際空港                          |                                            |
| アメリカ合衆国                             | マイアミ                                   | マイアミ国際空港                                     |                                            |
| アメリカ合衆国                             | サンフランシスコ                           | サンフランシスコ国際空港                             |                                            |
| アメリカ合衆国                             | ワシントンD.C.                             | ワシントン・ダレス国際空港                           |                                            |
| カナダ                                     | トロント                                   | トロント・ピアソン国際空港                           |                                            |
| 南アメリカ                                 |                                            |                                                      |                                            |
| アルゼンチン                               | ブエノスアイレス                           | エセイサ国際空港                                     |                                            |
| ブラジル                                   | サンパウロ                                 | グアルーリョス国際空港                               |                                            |
| ブラジル                                   | リオデジャネイロ                           | アントニオ・カルロス・ジョビン国際空港               |                                            |

同社CEOは2030年までに、12以上の長距離路線の開設を計画しており、計画されている路線にはローマ〜大阪/関西線も含まれている。大阪/関西線の他、ニューヨーク/EWR、ヒューストン、シンガポール、ムンバイ、アビジャン、ラゴスが候補路線として挙げられており、2026年にムンバイ線、2027年にニューヨーク/EWRとヒューストンへの新路線の開設を検討していることがわかっている。

## 日本との関係

### 運航便
| 便名      | 路線                  | 路線      | 機材             | 運航本数 | コードシェア |
| --------- | --------------------- | --------- | ---------------- | -------- | ------------ |
| AZ792/793 | ローマ/フィウミチーノ | 東京/羽田 | エアバスA350-900 | 毎日     | NH           |

羽田での乗り継ぎ客に向けて、全日本空輸の新千歳、秋田、大阪/伊丹、大阪/関西、広島、高知、福岡、長崎、那覇線の一部でコードシェアを実施している。また、全日本空輸の羽田-ミラノ/マルペンサ線にもコードシェアを実施している。

### 日本との歴史
- 2022年2月22日、国土交通省より外国人国際航空運送事業の経営許可を取得[43]。2022年5月に初受領したエアバスA350-900型を使用して、2023年1月5日に東京/羽田-ローマ/フィウミチーノ便を週3便で開設した。ITAとしては初めてのアジア路線となった[44]。
- 2024年1月24日、全日本空輸（ANA）とのコードシェア提携の開始を発表。
- 2024年3月4日より東京/羽田-ローマ線を、週7便に増便[45]。

## サービス

### マイレージサービス
ITAエアウェイズのマイレージサービスは”Volare” (ヴォラーレ:飛行) という名前で、スマート会員、プラス会員、プレミアム会員、エグゼクティブ会員、永久エグゼクティブ会員、無制限会員の6段階制である。プラス会員以上では、レベルごとに専用のサービスが提供される。スマート会員以外のレベルに提供されるサービスは段階的であり、ラウンジアクセス、優先荷物対応、追加控除額、専用アシスタントなどのサービスが提供される。
プラス会員レベルに必要なポイントは3万、プレミアム会員は6万、エグゼクティブ会員は9万である。エグゼクティブ会員より上の2レベル(永久エグゼクティブ会員、無制限会員)はまだ公式に導入されておらず、現時点ではこれらに必要な要件と特典は不明である。また、路線や運賃、搭乗クラスによって、より多くのポイントを獲得できるアクセラレータと呼ばれるサービスもある。ポイントは、特典航空券の購入や、座席指定などの付帯サービスの購入に使用できる。ポイントは、利用額と会員レベルに基づいて計算される。
スマート会員レベルでは、1ユーロあたり10ポイントが付与され、エグゼクティブ会員レベルでは13ポイントが付与される。ポイントプログラムの管理のために、ITA Airwaysのコマーシャルディレクターであるエミリアーナ・リモザーニが唯一の管理者であるVOLARE LOYALTYという特定の会社がつくられた。

### 機内インターネット接続
現時点で、旧アリタリア航空のエアバスA330-200でのみWIFIサービスをできる。エアバスA350-900やエアバスA220を皮切りに、すべての航空機への整備が行われている。

## 搭乗クラス
詳細は公式サイトを参照。

### ビジネスクラス
エアバスA330-200、エアバスA350-900、エアバスA321neoには、ビジネスクラス専用の座席が設置されている。国内線または中距離用の機体には、エアバスA321neoのみ独立したキャビンがあり、その他の機材では独立したキャビンはなく、機体前列の座席がビジネスクラスとして使われる。
- 長距離路線ビジネスクラス

長距離路線のビジネスクラスは、座席配列が1-2-1で設置されている。各席が、マッサージ機能付きの180°リクライニングシートとパーソナライズされた AVOD(オーディオ・ビデオ・オン・デマンド) システム付きのインタラクティブスクリーンを備えた専用キャビンになっている。ミシュランガイドの1つ星から3つ星の評価を得ている複数のレストランを持つエンリコ・バルトリーニを含む、著名イタリア人シェフと提携し、ビジネスクラス専用のアラカルトメニューとイタリアワインのリストを提供している。
- 短･中距離路線ビジネスクラス

エアバスA321neoを除く、短中距離用の機材では、座席はエコノミークラスと同じであるが、ビジネスクラスは隣の席との2席を使用できる。飛行時間に応じて変わるメニューとワインリストを提供している。
- スーペリアクラス

イタリア国内線では、スーペリアクラスと呼ばれるビジネスクラスがある。サービスの内容は短･中距離路線ビジネスクラスと同等である。

### プレミアムエコノミークラス
エアバスA330-200で利用できるプレミアムエコノミークラスは、座席配列が2-3-2であり、1機につき17席設定されている。120°リクライニングシート、パーソナルスクリーンを備えた専用キャビンであり、ナイトケアとボディケア用のパーソナルキットが提供される。プレミアムエコノミーは、最新鋭のエアバスA350-900にも間もなく導入される予定。

### エコノミークラス
長距離路線のエコノミークラスは、エアバスA350-900では3-3-3、エアバスA330-200では2-4-2で配列されている。各席は、個別ディスプレイのついた120°リクライニングシートが設置されている。
短距離路線では、エアバスA319とエアバスA320は3-3、エアバスA220は3-2で配列されている。新しいエアバス A220 には、提携しているフランスの会社サフランの革張りシートが設置されている。サフランは、新しい中距離航空機の機内ギャレー、旅客サービス用トロリー、エンタテインメントシステム、機内インターネット接続も提供している。